# Conservatoire de musique de Silverlake
Le Conservatoire de musique de Silverlake est une institution à but non lucratif située à Los Angeles, en Californie, qui dispense un enseignement professionnel de la musique. L'école est fondée en 2001 à l'initiative de Flea, membre des Red Hot Chili Peppers, et de son ami Keith Barry, dit Tree.

## Histoire
Flea est, dès son plus jeune âge, un trompettiste accompli : étudiant au Fairfax High School (en), il impressionne ses professeurs, qui comparent son talent à celui d'Herb Alpert. Il fait partie de l'orchestre du lycée ainsi que de la section junior de l'Orchestre philharmonique de Los Angeles. Alors qu'il vit une enfance tourmentée, orbitant entre violence et usage de drogues, il trouve un sens de la discipline en suivant les cours de musique dispensés par les écoles publiques de la ville de Los Angeles. Le musicien considère que, sans les cours de musique, il n'aurait sûrement pas continuer sa scolarité. À la fin de ses études en 1980, les Reaganomics imposent des coupes budgétaires dans la dépense publique américaine et mettent un coup d'arrêt aux programmes d'art dans les écoles publiques. Vers 1999, Flea retourne à Fairfax High School pour échanger avec les étudiants et il y découvre l'état de l'enseignement musical : « Il n'y avait plus d'instrument, plus d'orchestre, [...] [les étudiants ne pouvaient qu']écouter de la musique sur une enceinte ».
Flea, qui rêve d'ouvrir une école de musique, se donne alors le défi de rendre l'éducation musicale accessible pour les étudiants de Los Angeles. Il fonde le Conservatoire de musique de Silverlake en 2001 avec l'aide de son ami d'enfance et professeur de musique expérimenté Keith Barry, dit Tree. L’école propose des cours de musique payants ainsi que des bourses aux enfants éligibles, leur offrant des leçons et des instruments gratuits.
Initialement localisée au 3920 Sunset Boulevard, l'institution déménage dans de plus grand locaux situés au 4652 Hollywood Boulevard en 2016.
Chaque année, à l'automne, un gala caritatif est organisé par l'institution pour lever des fonds de financement, auxquels les Red Hot Chili Peppers participent à de multiples reprises. En 2011, le gala rapporte près de 1 000 000 euros à la suite de la participation du groupe. Le chanteur des Red Hot Chili Peppers et ami d'enfance de Flea, Anthony Kiedis, est également membre du comité de direction du conservatoire.